# Guillaume Philippe le Bouvier
 (mars 2020).
 (mars 2020).
Pour les articles homonymes, voir Bouvier.
Guillaume Philippe le Bouvier, né en 1744, à Saint-Antoine-la-Forêt, est un chirurgien de bord français. Il serait décédé pendant la campagne du Sartine (navire destiné à la traite négrière) en 1790. C'était un homme impliqué et apprécié dans le milieu de ses fonctions.  

## Biographie
Guillaume Philippe le Bouvier est apprenti auprès d'un praticien havrais, nommé Callé, du 25 juillet 1768 au 25 juillet 1770. En avril 1771, Le Bouvier est reçu maître chirurgien de bord. Il a alors 27 ans. 
En 1782, il exerce à Fort-Royal en Martinique. Là-bas, le supérieur de l'hôpital militaire lui fournit un certificat et également des espaces de travail pour une durée d'un an et trois mois. Étant donné qu'il est souvent en mer, il n'a pas pleinement profité d'exercer ses fonctions à terre. 
Huit ans plus tard, ses nombreux voyages font qu'il sera chirurgien de bord.  
Le Bouvier semble avoir un attachement particulier pour le port de La Rochelle, où il a séjourné de nombreuses années. Il n'a jamais désiré installer un cabinet, préférant exercer à bord de navires, et ce malgré une aisance financière.  

### Navires d'exercice de ses fonctions

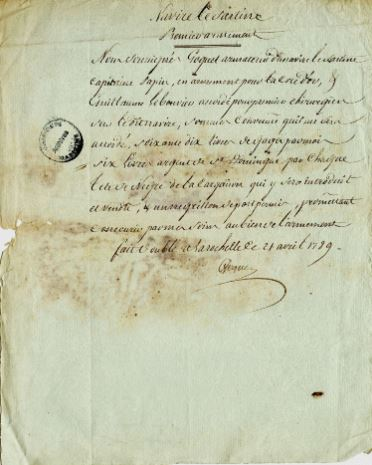
Contrat d'engagement de Le Bouvier comme premier des chirurgiens à bord du Sartine (21 avril 1789)

- Le David : Il s'agit d'un navire de la Marine royale. Guillaume Philippe le Bouvier embarque sur ce navire en 1783 (1er juillet au 19 mars) en tant que chirurgien auxiliaire, navire commandé par M. Duffaud.
- Le Caraïbe : Ce navire était avant tout destiné au commerce triangulaire. C'est en 1784 que Guillaume Philippe le Bouvier embarque à bord de ce bateau au départ de La Rochelle et pour une durée d'un an.
- Le Prévost de Langristin : Guillaume Philippe le Bouvier a effectué un voyage de 1786 à 1787 à bord de ce navire afin d'exercer son métier de chirurgien, navire armé par Daniel Garesché.
- Le Sartine : Parti de La Rochelle le 9 septembre 1789, Le Sartine était un navire destiné à la traitre négrière. Guillaume Philippe le Bouvier était alors le premier chirurgien à bord de ce navire.

### Vie privée
Séjournant à La Rochelle dans une chambre loué chez Lefebur, il y rencontre probablement la domestique de ce dernier, Rose Mariette, avec qui il a un enfant. Malgré la différence de milieu social, Le Bouvier fait preuve de responsabilité auprès de Rose Mariette et de leur enfant en s'en occupant activement. 

### Mort
La raison de sa mort n'est pas connue avec certitude. Une hypothèse a été formulée par Jean-Michel Deveau. Le Bouvier serait mort lors d'un voyage en mer sur le Sartine en 1790. Tous les documents privés du chirurgien ont été ajoutés aux archives de l'Amirauté de La Rochelle (conservées aux Archives départementales de la Charente-Maritime), puisque les héritiers de ce dernier ne souhaitaient pas les récupérer (raisons inconnues). 